# Blackthorn - La vera storia di Butch Cassidy
Blackthorn - La vera storia di Butch Cassidy (Blackthorn) è un film del 2011 diretto da Mateo Gil.